# Vladimír Hejmovský
Vladimír „Voloďa“ Hejmovský (rusky Владимир Александрович Геймовский, 30. října 1892 Šiauliai – 10. září 1952 Praha) byl český armádní důstojník a dostihový jezdec, vítěz Velké Pardubické v roce 1951.
Narodil se v rodině polské drobné šlechty na Litvě, která byla tehdy součástí carského Ruska. Absolvoval Konstantinovskou vojenskou akademii v Petrohradě a v řadách carské armády bojoval v první světové válce i v občanské válce. V roce 1923 emigroval s rodinou do Československa a sloužil v Brně u dělostřelců. V roce 1948 odešel do výslužby, usadil se v Olomouci a začal se naplno věnovat jezdectví.
S klisnou Asjou vyhrál v roce 1951 kvalifikační závod na Velkou Pardubickou, před závodem však Asja zahynula při dopravní nehodě. Opavský lékárník Miroslav Werner pak Hejmovskému svěřil vraníka Salvatora, s nímž skončil v roce 1950 v Pardubicích na šestém místě. Hejmovský na Salvatorovi vyhrál v Piešťanech, byl druhý v Opavě a v 62. ročníku VP zvítězil o půldruhé délky před Junákem s Ferdinandem Palyzou. Překvapením bylo vítězství amatérského jezdce a nováčka, navíc Hejmovskému chybělo devět dní do 59. narozenin a stal se tak nejstarším vítězem v historii Velké Pardubické.
V roce 1952 jezdil Hejmovský na koni jménem Lovec, s nímž vyhrál dvě steeplechase a připravoval se na obhajobu pardubického vítězství, avšak dne 10. září byl nalezen mrtev pod okny policejní služebny v Bartolomějské ulici v Praze. Ví se jen to, že před smrtí byl vyslýchán Státní bezpečností, nepodařilo se však zjistit, jaké byly důvody jeho zadržení ani jestli byl zavražděn nebo šlo o sebevraždu (a jaký byl její motiv). Úřad dokumentace a vyšetřování zločinů komunismu vydal v roce 1994 k případu následující zprávu: „Pan Vladimír Hejmovský byl 9. 9. 1952 předvolán na informační oddělení Ministerstva národní obrany v Praze, a to na 10. hodinu. Den na to, ve 12.45 hod., spáchal údajně sebevraždu skokem z okna objektu tehdejší StB v Praze 1, Bartolomějské ulici č. 7. Vzhledem k tomuto minimálnímu časovému rozsahu zadržení i nesporně negativnímu přístupu orgánů StB k zachování dokumentace této tragické události, jsme již zpočátku předpokládali, že bude velmi obtížné získání průkazných materiálů."